# Regina Guerreiro
Regina Guerreiro é uma jornalista brasileira, nascida em 18 de maio de 1940, na cidade de São Paulo. Foi editora e diretora da Vogue durante 14 anos, estagiou na Harper's Bazaar, abriu uma empresa de consultoria de moda no Brasil e é considerada por muitos como uma autoridade no mundo da moda. Em abril de 2009, foi contratada como diretora de criação da TNG.